# Сонар
Сонар (акроним от английски: SOund Navigation And Ranging) е техника и средство, което използва законите за разпространение на звука, за намиране на предмети под вода. Съществуват два вида – активен (изпращане на звуков сигнал и регистриране на неговото ехо т.е. необходими са излъчвател, предавател и приемник) и пасивен (слушане на шум, за което е необходим само приемник). Акустичните честоти, използвани в сонарни системи варират от много ниски (инфразвукови) до много високи (ултразвукови). Науката, изучаваща подводния звук, е позната като хидроакустика.

## История
Въпреки че някои животни (делфини и прилепи) използват звука за комуникация и откриване на обекти в продължение на милиони години, употребата от хората под водата е първоначално записана от Леонардо да Винчи през 1490: туба, вкарана във вода, е била използвана за откриване на съдове, поставяйки ухо до тръбата.
В края на 19 век подводна камбана се използва като спомагателна за фарове или леки кораби за предупреждение за опасности.
Използването на звука за локализиране под вода по същия начин, по който прилепите използват звука за въздушна навигация, изглежда е предизвикан от катастрофата на Титаник през 1912. Първият патент за подводно ехоразпределително устройство е подаден в Британското патентно ведомство от английския метеоролог Луис Фрай Ричардсън месец след потъването на Титаник, а германският физик Александър Бем получава патент за ехосонда през 1913.
В първоначалната си примитивна форма е изобретен по време на Първата световна война. До 1948 година в Англия е наричан асдик (ASDIC, от Allied Submarine Detection Investigation Committee). Въпреки че претърпява много модификации и усъвършенствания, принципът му на действие остава същият до днес.

## Употреба
- в морски битки за намиране на подводници, както и на мини или други предмети на дъното
- в риболова за намиране на големи количества риба
- в навигацията и картографията за установаване на дълбочината на водата или релефа на морското или океанско дъно